# کبوتر دل‌خون سولو
کبوتر دل‌خون سولو یا کبوتر دل‌خون تاوی‌تاوی (نام علمی: Galicolumba menagei) گونه‌ای از پرندگان خانواده کبوترها و قمری‌ها، کبوتران (Columbidae) است. این گونه بومی جزیره تاوی‌تاوی و جزایر پیرامون آن در مجمع الجزایر سولو فیلیپین است. این گونه تنها از دو نمونه جمع‌آوری‌شده در سال ۱۸۹۱ شناخته شده است و از آن زمان تاکنون با قطعیت ثبت نشده است. در جنگل‌های اولیه و ثانویه زندگی می‌کند که دارای تاج پوشش بسته هستند. کبوتر دل‌خون سولو یک کبوتر با جثه متوسط با دم کوتاه است. پرهای سبز فلزی روشن از پیشانی و تاج به سوی جبه و کناره‌های سینه کشیده می‌شوند، جایی که یک لکه بزرگ و نارنجی کم‌رنگ سینه را با لبه‌های پراکنده احاطه می‌کنند که به این گونه نام «دل‌خون» داده است. بال‌های پایینی و پشت با سایه‌های قهوه‌ای متفاوت و گلو و سینه تا حد زیادی سفید هستند. شکم خاکستری مایل به خاکستری است.
آواهای کبوتر دل‌خون سولو هرگز توصیف نشده است.